# Новосілка (Потіївська сільська громада)
Новосі́лка — село в Україні, у Потіївській сільській територіальній громаді Житомирського району Житомирської області. Населення становить 104 осіб.
| Україна | Це незавершена стаття з географії України. Ви можете допомогти проєкту, виправивши або дописавши її. |